# Zanjan
Zanjan er en by i det nordvestlige Iran, med et indbyggertal på 433.475 (2016). Byen er hovedstad i Zanjan-provinsen, og er blandt andet kendt for en stor del af Irans tæppevævning.